# Сан Лоренцо - Виколо Бигати (Асти)
Сан Лоренцо - Виколо Бигати је насеље у Италији у округу Асти, региону Пијемонт.
Према процени из 2011. у насељу је живело 26 становника. Насеље се налази на надморској висини од 130 м.